# Józef Walczak
Józef Walczak (Łódź, 3 de enero de 1931-13 de abril de 2016) fue un entrenador y jugador de fútbol polaco que jugaba en la demarcación de defensa.

## Selección nacional
Jugó un total de dos partidos con la selección de fútbol de Polonia. Hizo su debut el 8 de agosto de 1954 en un partido amistoso contra Bulgaria que finalizó con un resultado de empate a dos. Su segundo y último partido con Polonia lo disputó el 22 de julio de 1956, también en calidad de amistoso, contra Alemania Oriental y con un marcador final de 0-2 a favor del combinado alemán.

## Clubes

### Como futbolista
| Club              | País    | Año         |
| ----------------- | ------- | ----------- |
| ŁKS Łódź          | Polonia | 1952 - 1955 |
| Zawisza Bydgoszcz | Polonia | 1955 - 1957 |
| ŁKS Łódź          | Polonia | 1957 - 1966 |

### Como entrenador
| Club          | País    | Año         |
| ------------- | ------- | ----------- |
| Motor Lublin  | Polonia | 1966 - 1967 |
| ŁKS Łódź      | Polonia | 1971 - 1972 |
| Bałtyk Gdynia | Polonia | 1975 - 1976 |
| Lechia Gdańsk | Polonia | 1977 - 1978 |
| ŁKS Łódź      | Polonia | 1980        |
| Stal Mielec   | Polonia | 1981 - 1982 |
| KS Cracovia   | Polonia | 1983 - 1984 |